# Faunis eumeus
Faunis eumeus is een vlinder uit de familie Nymphalidae. De wetenschappelijke naam van de soort is voor het eerst geldig gepubliceerd in 1770 door Dru Drury.